# Cravaté anatolien
Le cravaté anatolien (Anatolisches Mövchen en allemand ; anatolische meeuw en flamand) est une race de pigeon domestique sélectionné en Allemagne. Elle est classée dans la catégorie des pigeons cravatés,.

## Histoire

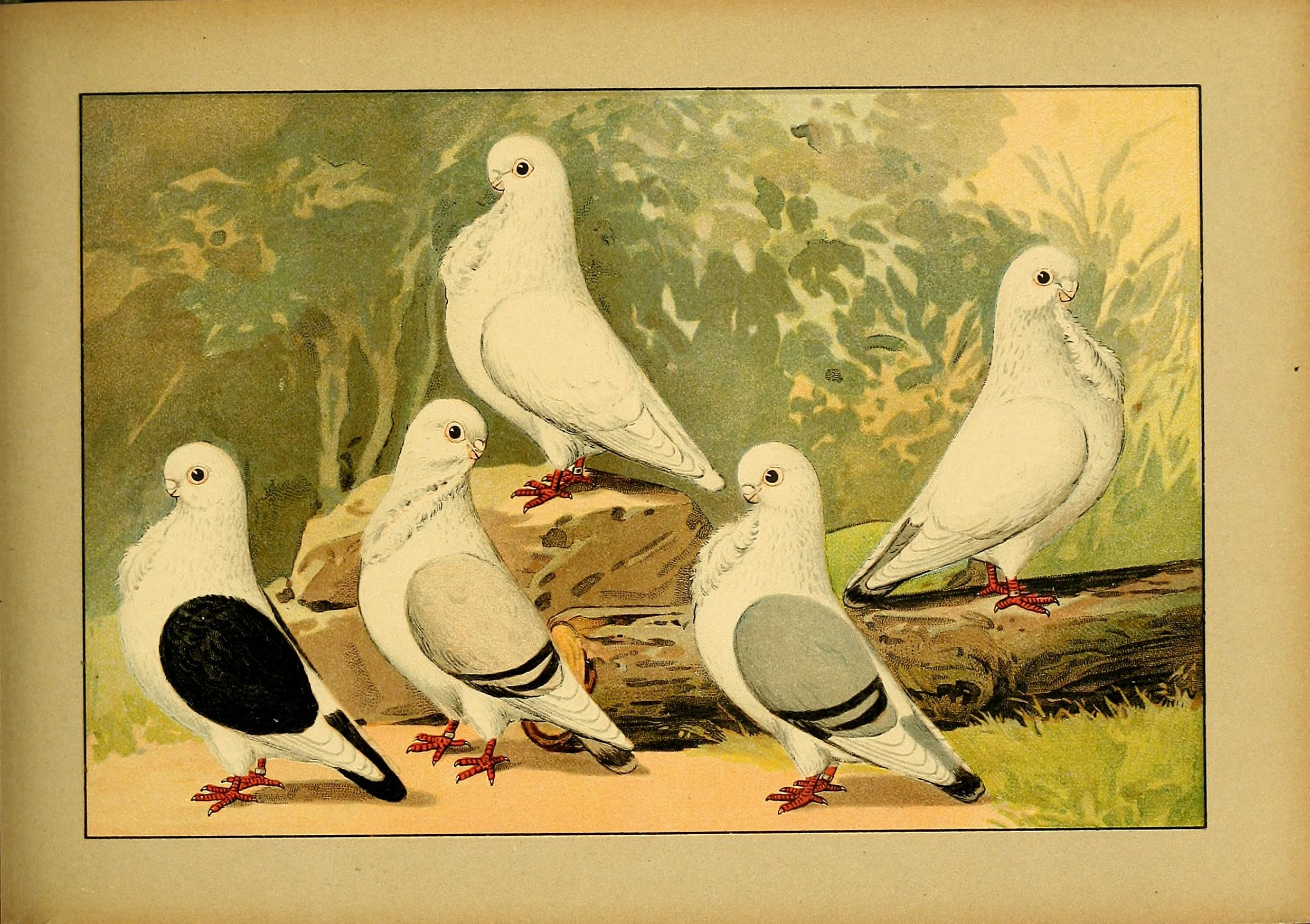
Cravatés anatoliens, in Emil Schachtzabel (1906)

Le cravaté anatolien est apparu en Allemagne dans la première moitié du XVIIIe siècle à partir de sujets importés d'Asie mineure (Anatolie). Il est à l'origine de différentes races de cravatés sélectionnées par la suite dans toute l'Europe.

## Description
Le cravaté anatolien est un petit pigeon court et large, à l'aspect élégant qui se caractérise par un bec extrêmement petit, une tête ronde et un port élevé. Son plumage est toujours blanc sur l'ensemble du corps ; s'il est coloré les ailes et la queue sont alors en différents coloris : noir, jaune, rouge, bleu barré noir, bleu écaillé...Son jabot (ou cravate) de plumes  blanches descend verticalement sur la gorge. Ses tarses sont glabres et ses pattes rouges.